# ستووونگ
ستووونگ (به لهستانی:  Stołuń) یک روستا در لهستان است که در گمینا پشچو واقع شده‌است.